# Lifetimes
"Lifetimes" là một bài hát của ca sĩ người Mỹ Katy Perry nằm trong album phòng thu thứ bảy sắp ra mắt của cô, 143 (2024). Bài hát được phát hành bởi Capitol Records cùng với video ca nhạc đi kèm vào ngày 8 tháng 8 năm 2024, là đĩa đơn thứ hai trong album. "Lifetimes" được lấy cảm hứng từ tình yêu của Perry dành cho con gái mình, Daisy Dove Bloom. Video ca nhạc được quay tại Quần đảo Balearic ở Tây Ban Nha, chính quyền tỉnh này cho biết việc quay phim đã được tiến hành khi chưa xin phép và có thể gây ra thiệt hại về môi trường cho các cồn cát được bảo vệ nghiêm ngặt của S'Espalmador. Capitol Records khẳng định rằng việc ghi hình ở đó đã được chấp thuận trước đó.

## Biểu diễn trực tiếp
Perry đã biểu diễn bài hát này liên khúc Giải Thành tựu trọn đời tại Giải Video âm nhạc của MTV 2024 vào ngày 11 tháng 9 năm 2024.

## Bảng xếp hạng
| Chart (2024)                                      | Peak position |
| ------------------------------------------------- | ------------- |
| Australia Airplay (AirCheck)                      | 21            |
| Belarus Airplay (TopHit)                          | 48            |
| CIS (Tophit)                                      | 43            |
| Costa Rica Anglo Airplay (Monitor Latino)         | 10            |
| Cộng hòa Séc (Rádio Top 100)                      | 40            |
| El Salvador Anglo Airplay (Monitor Latino)        | 4             |
| Estonia Airplay (TopHit)                          | 118           |
| Guatemala Airplay (Monitor Latino)                | 19            |
| Japan Hot Overseas (Billboard Japan)              | 7             |
| Latvia Airplay (TopHit)                           | 1             |
| Lithuania Airplay (TopHit)                        | 10            |
| Mexico Anglo Airplay (Monitor Latino)             | 8             |
| New Zealand Hot Singles (RMNZ)                    | 11            |
| Paraguay Airplay (Monitor Latino)                 | 16            |
| Poland (Polish Airplay Top 100)                   | 34            |
| Russia Airplay (TopHit)                           | 44            |
| Anh Quốc (OCC)                                    | 89            |
| Uruguay Anglo Airplay (Monitor Latino)            | 12            |
| Hoa Kỳ Bubbling Under Hot 100 Singles (Billboard) | 15            |

| Chart (2024)               | Peak position |
| -------------------------- | ------------- |
| CIS Airplay (TopHit)       | 89            |
| Latvia Airplay (TopHit)    | 56            |
| Lithuania Airplay (TopHit) | 40            |